# Вилесов, Георгий Иванович
Георгий Иванович Вилесов (15 марта 1902, Юсьва, Пермская губерния — 5 марта 1979, Свердловск) — советский горный инженер, учёный, доктор технических наук (1962), профессор (1963).
Автор и соавтор 48 опубликованных работ и 55 научно-производственных отчетов, основной соавтор монографии «Методика геометризации месторождений» (1973) и трёх учебных пособий. Основные труды учёного посвящены уральским месторождениям — изменчивости формы рудных залежей и содержания в них полезных компонентов, разработке методов прогнозирования качественных показателей железорудных и никелевых месторождений.

## Биография
Родился 15 марта 1902 года в селе Юсьва (ныне — районный центр в Коми-Пермяцком округе) в многодетной крестьянской семье.
В 1914—1919 годах учился в Оханском реальном училище, затем работал счетоводом в Екатеринбурге и родном селе (1919—1921). В 1924 году, окончив Уральский топографический техникум, до мая 1926 года работал на топографической съемке на Северном Урале.
С августа 1926 по январь 1931 года обучался в Уральском горном институте, где одновременно работал на кафедрах профессоров П. К. Соболевского и Ф. Ф. Павлова — руководил геодезическими практиками. Окончив институт по специальности «Маркшейдерское дело», был оставлен в институте для преподавательской работы — ассистент (1931—1939), доцент (1939—1963), заведующий кафедрой маркшейдерского дела (1944—1975), декан шахтостроительного (1950—1954) и горного (1957—1963) факультетов. В 1939 году защитил кандидатскую диссертацию на тему «Геометризация месторождений благородных металлов», в 1962 году — докторскую диссертацию на тему «Геометризация уральских месторождений золота». Вилесов был членом научно-технического совета Министерства угольной промышленности СССР и технического совета Всесоюзного научно-исследовательского института горной геомеханики и маркшейдерского дела.
Участник Великой Отечественной войны, в 1941—1943 годах служил в Монгольской Народной Республике, выполняя спецзадание штаба 17-й армии. В 1947 году Вилесову было присвоено персональное звание «Горный директор I ранга».
Умер 5 марта 1979 года в Свердловске, похоронен на Широкореченском кладбище города. Рядом с ним позже была похоронена жена — Елизавета Николаевна (1910—1994).

## Награды
- Награжден орденом «Знак Почёта» (1951), а также медалями, среди которых «За трудовую доблесть», «За победу над Германией в Великой Отечественной войне 1941—1945 гг.» и «За доблестный труд в Великой Отечественной войне».